# The Art of Balance
The Art Of Balance – trzeci album studyjny amerykańskiej grupy muzycznej Shadows Fall, wydany 17 września 2002 nakładem wytwórni Century Media Records.

## Lista utworów
| 1.  | "Idle Hands"                                | 03:34 |
|     |                                             |       |
| 2.  | "Thoughts Without Words"                    | 04:31 |
|     |                                             |       |
| 3.  | "Destroyer of Senses"                       | 02:55 |
|     |                                             |       |
| 4.  | "Casting Shade"                             | 02:09 |
|     |                                             |       |
| 5.  | "Stepping Outside the Circle"               | 05:25 |
|     |                                             |       |
| 6.  | "The Art of Balance"                        | 04:46 |
|     |                                             |       |
| 7.  | "Mystery of One Spirit"                     | 05:10 |
|     |                                             |       |
| 8.  | "The Idiot Box"                             | 04:30 |
|     |                                             |       |
| 9.  | "Prelude to Disaster"                       | 01:48 |
|     |                                             |       |
| 10. | "A Fire in Babylon"                         | 07:30 |
|     |                                             |       |
| 11. | "Welcome to the Machine" (cover Pink Floyd) | 05:05 |
|     | Utwór bonusowy na edycji japońskiej:        |       |
| 12. | "This Is My Own"                            | 04:49 |
|     |                                             |       |
|     |                                             | 52:12 |
|     |                                             |       |

## Single
- "Destroyer of Senses" (2002)[2]

## Teledyski
- "Destroyer Of Senses"
- "Thoughts Without Words"
- "The Idiot Box"

## Twórcy

### Skład zespołu
- Brian Fair – śpiew
- Jonathan Donais – gitara prowadząca, wokal wspierający
- Matthew Bachand – gitara rytmiczna, wokal wspierający
- Paul Romanko – gitara basowa
- Jason Bittner – perkusja

### Inni
- Zeuss B. Held – producent muzyczny

## Inne informacje
- Sam tytuł płyty (pol. "Sztuka równowagi") wyraża wiarę zespołu, iż możliwe wymieszanie ze sobą elementów rocka, metalu oraz hardcore w jedną całość. Był to także wyraz poszukiwania idealnej "równowagi" pomiędzy melodią i agresją.
- Pod względem tekstowym album dotyka zmagań z duchowo niszczącymi siłami.
- Utwór "Thoughts Without Words" został zainspirowany chińskim buddyzmem i wskazuje moment, w którym - poprzez medytację - zjednoczone stają się inspiracja i ekspresja człowieka.
- Projekt okładki przygotował Mike D'Antonio (basista grupy Killswitch Engage)[3].
- Utwór "Welcome to the Machine" stanowi cover utworu grupy Pink Floyd, opublikowanego pierwotnie na albumie Wish You Were Here (1975).